# Primera B de Chile 2003
El Campeonato Nacional «BancoEstado» de Primera B de Chile 2003 fue la 53° edición de la segunda categoría del fútbol profesional de Chile, correspondiente a la temporada 2003. Se jugó desde el 1 de marzo hasta el 2 de noviembre de 2003.
El torneo fue ganado por Everton, que volvía de esta manera a la Primera división del fútbol chileno.
Deportes La Serena también accedió a Primera división.
No hubo descenso a Tercera División, en este campeonato los descensos fueron tres, y se medían por el promedio de puntajes de las dos temporadas anteriores.

## Movimientos divisionales
| Pos | a Primera División Apertura 2003 y Clausura 2003 |
| --- | ------------------------------------------------ |
| 1º  | Deportes Puerto Montt (Campeón)                  |
| 2º  | Universidad de Concepción                        |

| Pos | desde Tercera División de Chile 2002 |
| --- | ------------------------------------ |
| 1º  | Deportes Copiapó                     |

| Pos | Descendido desde Primera División Apertura 2002 y Clausura 2002 |
| --- | --------------------------------------------------------------- |
| 1º  | Deportes Concepción                                             |
| 2º  | Santiago Morning                                                |

## Equipos participantes
| Equipo               | Ciudad                   |
| -------------------- | ------------------------ |
| Deportes Antofagasta | Antofagasta              |
| Deportes Arica       | Arica                    |
| Deportes Concepción  | Concepción               |
| Deportes Copiapó     | Copiapó                  |
| Deportes La Serena   | La Serena                |
| Deportes Melipilla   | Melipilla                |
| Deportes Ovalle      | Ovalle                   |
| Deportes Talcahuano  | Talcahuano               |
| Everton              | Viña del Mar             |
| Fernández Vial       | Concepción               |
| Lota Schwager        | Coronel                  |
| Magallanes           | Maipú, Santiago de Chile |
| O'Higgins            | Rancagua                 |
| Provincial Osorno    | Osorno                   |
| Santiago Morning     | Recoleta                 |
| Unión La Calera      | La Calera                |

## Sistema de campeonato
Los 16 equipos participantes jugaron entre sí en dos etapas. La Primera Fase, de carácter grupal, denominada Regional, involucra a todos los equipos divididos en cuatro zonas geográficas. Luego de esta primera fase, todos los equipos se unirán en una etapa nacional, con la mitad del puntaje obtenido en la etapa regional, siendo esta la Segunda Fase, donde se juegan 30 partidos en sistema "todos contra todos", en ida y vuelta. Luego de estas fechas, los dos equipos que terminaron en las dos primeras posiciones ascendieron directamente a primera división.

## Desarrollo

### Fase grupal

#### Grupo Norte
| Pos | Equipo               | Pts | PJ | G | E | P | GF | GC | DIF |
| --- | -------------------- | --- | -- | - | - | - | -- | -- | --- |
| 1   | Deportes Antofagasta | 12  | 6  | 4 | 0 | 2 | 9  | 7  | 2   |
| 2   | Deportes Copiapó     | 10  | 6  | 3 | 1 | 2 | 14 | 7  | 7   |
| 3   | Deportes La Serena   | 10  | 6  | 3 | 1 | 2 | 10 | 11 | -1  |
| 4   | Deportes Arica       | 3   | 6  | 1 | 0 | 5 | 4  | 12 | -8  |

##### Resultados
| Local \ Visita        | ANT | DCP | DLS | DAR |
| --------------------- | --- | --- | --- | --- |
| Deportes Antofagasta  |     | 2-1 | 2-1 | 1-0 |
| Deportes Copiapó S.A. | 2-1 |     | 1-1 | 4-1 |
| Deportes La Serena    | 3-2 | 0-5 |     | 2-0 |
| Deportes Arica        | 0-1 | 2-1 | 1-3 |     |

#### Grupo Centro Norte
| Pos | Equipo          | Pts | PJ | G | E | P | GF | GC | DIF |
| --- | --------------- | --- | -- | - | - | - | -- | -- | --- |
| 1   | Unión La Calera | 13  | 6  | 4 | 1 | 1 | 8  | 5  | 3   |
| 2   | Deportes Ovalle | 9   | 6  | 3 | 0 | 3 | 8  | 8  | 0   |
| 3   | Everton         | 6   | 6  | 1 | 3 | 2 | 5  | 6  | -1  |
| 4   | Magallanes      | 5   | 6  | 1 | 2 | 3 | 8  | 10 | -2  |

##### Resultados
| Local \ Visita  | ULC | DOV | EVE | MAG |
| --------------- | --- | --- | --- | --- |
| Unión La Calera |     | 2-1 | 1-1 | 2-1 |
| Deportes Ovalle | 1-0 |     | 0-1 | 3-2 |
| Everton         | 0-1 | 1-2 |     | 2-2 |
| Magallanes      | 1-2 | 2-1 | 0-0 |     |

#### Grupo Centro Sur
| Pos | Equipo             | Pts | PJ | G | E | P | GF | GC | DIF |
| --- | ------------------ | --- | -- | - | - | - | -- | -- | --- |
| 1   | O'Higgins          | 11  | 6  | 3 | 2 | 1 | 12 | 5  | 7   |
| 2   | Santiago Morning   | 8   | 6  | 2 | 2 | 2 | 5  | 6  | -1  |
| 3   | Provincial Osorno  | 7   | 6  | 2 | 1 | 3 | 7  | 11 | -4  |
| 4   | Deportes Melipilla | 6   | 6  | 1 | 3 | 2 | 6  | 8  | -2  |

##### Resultados
| Local \ Visita     | OHI | SMO | OSO | MEL |
| ------------------ | --- | --- | --- | --- |
| O'Higgins          |     | 3-0 | 4-1 | 2-0 |
| Santiago Morning   | 1-1 |     | 1-0 | 0-0 |
| Provincial Osorno  | 2-1 | 0-2 |     | 2-2 |
| Deportes Melipilla | 1-1 | 2-1 | 1-2 |     |

#### Grupo Sur
| Pos | Equipo                | Pts | PJ | G | E | P | GF | GC | DIF |
| --- | --------------------- | --- | -- | - | - | - | -- | -- | --- |
| 1   | Arturo Fernández Vial | 15  | 6  | 5 | 0 | 1 | 9  | 5  | 4   |
| 2   | Deportes Concepción   | 10  | 6  | 3 | 1 | 2 | 9  | 7  | 2   |
| 3   | Lota Schwager         | 6   | 6  | 2 | 0 | 4 | 6  | 6  | 0   |
| 4   | Deportes Talcahuano   | 4   | 6  | 1 | 1 | 4 | 5  | 11 | -6  |

##### Resultados
| Local \ Visita        | AFV | DCO | LSC | DTA |
| --------------------- | --- | --- | --- | --- |
| Arturo Fernández Vial |     | 2-1 | 2-0 | 2-1 |
| Deportes Concepción   | 2-0 |     | 1-0 | 3-1 |
| Lota Schwager         | 0-1 | 3-1 |     | 3-0 |
| Deportes Talcahuano   | 1-2 | 1-1 | 1-0 |     |

PJ = Partidos Jugados; G = Partidos Ganados; E = Partidos empatados; P = Partidos perdidos; GF = Goles a favor; GC = Goles en contra; DIF = Diferencia de goles; Pts = Puntos

## Fase Nacional

### Puntaje bonificado obtenido en la Etapa Regional
| Pos | Equipo                | Ptaje. bonificado |
| --- | --------------------- | ----------------- |
| 1   | Everton               | 3                 |
| 2   | Deportes La Serena    | 5                 |
| 3   | Deportes Antofagasta  | 6                 |
| 4   | O'Higgins             | 6                 |
| 5   | Deportes Concepción   | 5                 |
| 6   | Deportes Melipilla    | 3                 |
| 7   | Provincial Osorno     | 4                 |
| 8   | Santiago Morning      | 4                 |
| 9   | Unión La Calera       | 7                 |
| 10  | Deportes Copiapó      | 5                 |
| 11  | Arturo Fernández Vial | 8                 |
| 12  | Magallanes            | 3                 |
| 13  | Deportes Talcahuano   | 2                 |
| 14  | Deportes Arica        | 2                 |
| 15  | Lota Schwager         | 3                 |
| 16  | Deportes Ovalle       | 5                 |

## Tabla de posiciones

### Tabla Final (incluye puntaje bonificado)
| Pos | Equipo                | Pts | PJ | G  | E  | P  | GF | GC | DIF |
| --- | --------------------- | --- | -- | -- | -- | -- | -- | -- | --- |
| 1   | Everton               | 66  | 30 | 19 | 6  | 5  | 65 | 37 | 28  |
| 2   | Deportes La Serena    | 59  | 30 | 16 | 6  | 8  | 62 | 47 | 15  |
| 3   | Deportes Antofagasta  | 55  | 30 | 14 | 7  | 9  | 50 | 39 | 11  |
| 4   | O'Higgins             | 53  | 30 | 12 | 11 | 7  | 48 | 38 | 10  |
| 5   | Deportes Concepción   | 53  | 30 | 14 | 6  | 10 | 54 | 49 | 5   |
| 6   | Deportes Melipilla    | 49  | 30 | 13 | 7  | 10 | 44 | 38 | 6   |
| 7   | Provincial Osorno     | 46  | 30 | 13 | 6  | 11 | 42 | 41 | 1   |
| 8   | Santiago Morning      | 43  | 30 | 9  | 12 | 9  | 37 | 31 | 6   |
| 9   | Unión La Calera       | 42  | 30 | 9  | 8  | 13 | 41 | 45 | -4  |
| 10  | Deportes Copiapó      | 42  | 30 | 11 | 7  | 12 | 43 | 49 | -6  |
| 11  | Arturo Fernández Vial | 42  | 30 | 11 | 7  | 12 | 39 | 46 | -7  |
| 12  | Magallanes            | 40  | 30 | 8  | 13 | 9  | 46 | 41 | 5   |
| 13  | Deportes Talcahuano   | 36  | 30 | 10 | 7  | 13 | 30 | 40 | -10 |
| 14  | Deportes Arica        | 31  | 30 | 8  | 8  | 14 | 47 | 65 | -18 |
| 15  | Lota Schwager         | 28  | 30 | 7  | 4  | 19 | 38 | 60 | -22 |
| 16  | Deportes Ovalle       | 20  | 30 | 4  | 9  | 17 | 39 | 59 | -20 |

PJ = Partidos Jugados; G = Partidos Ganados; E = Partidos empatados; P = Partidos perdidos; GF = Goles a favor; GC = Goles en contra; DIF = Diferencia de goles; Pts = Puntos
|  | Asciende directamente a Primera División |

|                 |
| Campeón Everton |
| 1.º título      |

## Estadísticas
- El equipo con mayor cantidad de partidos ganados: Everton 19 triunfos.
- El equipo con menor cantidad de partidos perdidos: Everton 5 derrotas.
- El equipo con menor cantidad de partidos ganados: Deportes Ovalle 4 triunfos.
- El equipo con mayor cantidad de partidos perdidos: Lota Schwager 19 derrotas.
- El equipo con mayor cantidad de empates: Magallanes 13 empates.
- El equipo con menor cantidad de empates: Lota Schwager 4 empates.
- El equipo más goleador del torneo: Everton 65 goles a favor.
- El equipo más goleado del torneo: Deportes Arica 65 goles en contra.
- El equipo menos goleado del torneo: Santiago Morning 31 goles en contra.
- El equipo menos goleador del torneo: Deportes Talcahuano 30 goles a favor.
- Mejor diferencia de gol del torneo: Everton convirtió 28 goles más de los que recibió.
- Peor diferencia de gol del torneo: Lota Schwager recibió 22 goles más de los que convirtió.
- Mayor goleada del torneo: Deportes Ovalle 9-1 Lota Schwager (fecha 15).